# دانشگاه آزاد اسلامی واحد جهرم
دانشگاه آزاد اسلامی واحد جهرم، یکی از واحدهای بسیار بزرگ دانشگاه آزاد اسلامی در شهر جهرم است. این دانشگاه سومین واحد دانشگاه آزاد برتر استان فارس (پس از شیراز و مرودشت) است و در شهرک دانشگاهی امام مهدی در شمال جهرم در زمینی به وسعت ۱۸۷ هکتار واقع شده‌است. این دانشگاه دارای رصدخانه، مرکز رشد فناوری، باغ تحقیقاتی ۳۸ هکتاری و کتابخانه‌ای با ۷۷٬۰۰۰ جلد کتاب است.
در حال حاضر این دانشگاه دارای بیش از ۳٬۰۰۰ دانشجو، ۸۰ عضو هیئت علمی و ۹۳ رشته در مقاطع دکتری، کارشناسی ارشد، کارشناسی و کاردانی است.

## تاریخچه
این واحد دانشگاهی در ۱۴ شهریور ماه سال ۱۳۶۷ با چهار رشته عمدتاً مرتبط با کشاورزی شامل رشته‌های کارشناسی کشاورزی، علوم اجتماعی، جامعه‌شناسی و میکروبیولوژی به ریاست دکتر علی شهبازی تأسیس گردید و کمی بعد رشتهٔ عمران نیز به این رشته‌ها اضافه گردید.

## دانشکده‌ها و مراکز علمی
- دانشکده فنی و مهندسی
- دانشکده پرستاری و مامایی
- دانشکده علوم انسانی
- دانشکده کشاورزی
- دانشکده علوم پایه[۱۷]

### مراکز علمی
- پژوهشکده علوم اجتماعی
- پژوهشکده کشاورزی
- مرکز تحقیقاتی بیوتکنولوژی[۱۸]

## گروه‌های آموزشی
- کشاورزی
- زیست‌شناسی
- مهندسی برق
- مهندسی کامپیوتر
- مهندسی عمران
- پرستاری و مامایی
- الهیات و معارف اسلامی
- روانشناسی
- زبان و ادبیات فارسی
- علوم اجتماعی
- شهرسازی
- زبان‌های خارجه
- تربیت بدنی
- علوم پایه[۱۹]

## آموزشکده سما
آموزشکده فنی و حرفه‌ای سما جهرم در سال ۱۳۸۶ با رشته نقشه‌کشی معماری شروع به فعالیت نمود و هم‌اکنون با بیش از ۱۰۰ دانشجو در رشته‌های نقشه‌کشی معماری و مکانیک خودرو مشغول فعالیت می‌باشد.

## همایش‌ها
- دهمین همایش ملی بیوشیمی فیزیک ایران
- همایش ملی همت مضاعف، کار مضاعف
- نخستین همایش ملی مدیریت کشاورزی
- دومین همایش ملی مدیریت کشاورزی
- سومین همایش ملی مدیریت کشاورزی
- نخستین همایش ملی میکروب‌شناسی نوین
- چهارمین همایش ملی مدیریت کشاورزی
- همایش ملی نانوفناوری
- نخستین همایش ملی خانواده و آسیب‌های اجتماعی[۲۱]